# Hugó Gruber
Hugó Gruber (født 28. maj 1938, død 3. juli 2012) var en ungarsk teater- og filmskuespiller.
Han lagde stemme til den ungarske version af Star Wars Prequel Trilogy, og Return of the Jedi (VHS-version, 1992). Den originale stemme blev leveret af Ian McDiarmid.

## Udvalgt filmografi
- Szomszédok (1991-1993)